# 粉被灯台报春
粉被灯台报春（学名：Primula pulverulenta）为报春花科报春花属下的一个种。

## 扩展阅读
- 維基物種上的相關：粉被灯台报春